# Región de Kabadougou
Kabadougou es una de las treinta y una regiones de Costa de Marfil. En mayo de 2014 tenía una población censada de 193 364 habitantes. Está formada por los siguientes departamentos, que se muestran igualmente con población de mayo de 2014:
- Gbéléban 18,181
- Madinani 39,704
- Odienné 91,691
- Samatiguila17,483
- Séguélon 26,305[1]